# Panamerikanische Spiele 2011/Leichtathletik – Zehnkampf der Männer

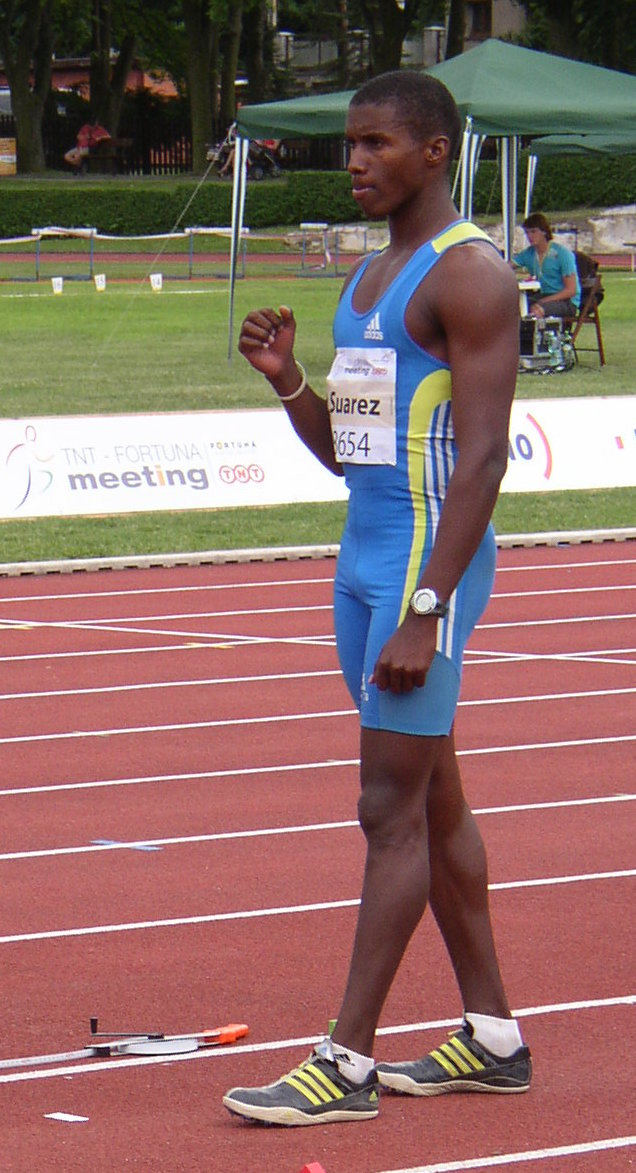
Der Sieger Leonel Suárez (2011)

Der Zehnkampf der Männer bei den Panamerikanischen Spielen 2011 fand am 24. und 25. Oktober 2011 im Telmex Athletics Stadium in Guadalajara statt.
14 Athleten aus neun Ländern nahmen an dem Wettbewerb teil. Die Goldmedaille gewann Leonel Suárez mit 8374 Punkten, was auch ein neuer Rekoard der Panamerikanischen Spiele war. Silber ging an Maurice Smith mit 8214 Punkten und die Bronzemedaille sicherte sich Yordani Garcia mit 8074 Punkten.

## Rekorde
Vor dem Wettbewerb galten folgende Rekorde:
| Weltrekord        | Roman Šebrle  | 9026 Punkte | Mehrkampf-Meeting Götzis, Götzis, Österreich         | 27. Mai 2001  |
| Rekord der Spiele | Maurice Smith | 8278 Punkte | Panamerikanische Spiele in Rio de Janeiro, Brasilien | 24. Juli 2007 |

## Endstand
24. bis 25. Oktober 2011
| Platz | Athlet                 | Land               | Punkte  |
| ----- | ---------------------- | ------------------ | ------- |
|       | Leonel Suárez          | Kuba               | 8373 PR |
|       | Maurice Smith          | Jamaika            | 8214 PB |
|       | Yordanis Garcia        | Kuba               | 8074    |
| 4     | Gonzalo Barroilhet     | Chile              | 7986 PB |
| 5     | Román Gastaldi         | Argentinien        | 7826 PB |
| 6     | Georni Jaramillo       | Venezuela          | 7679 PB |
| 7     | Rodrigo Sagaon         | Mexiko             | 7288 PB |
| 8     | Claston Bernard        | Jamaika            | 7246    |
| 9     | Alberto Zarate         | Mexiko             | 7007 PB |
| 10    | Matthew Johnson        | Vereinigte Staaten | 6929    |
| 11    | Mark Jellsion          | Vereinigte Staaten | 6550    |
| 12    | Steven Marrero         | Puerto Rico        | 5058    |
|       | Marco Sanchez          | Puerto Rico        | DNF     |
|       | Luiz Alberto de Araújo | Brasilien          | DNF     |